# わが人生に乾杯!
わが人生に乾杯!（わがじんせいにかんぱい）は、NHKラジオ第1放送の1994年11月3日から2011年3月10日まで、下半期（10月～3月）毎週木曜午後8:05～午後9:30までに放送されていたラジオ番組である。

## 概要
- 司会とアシスタント女性（毎週違う人が出演する）が毎回各界を代表する有名人に人生を繰り広げるトーク番組である。そして「わが人生名言」を出す。
- 前身は「話芸・笑芸・当たり芸」で、この時は漫才・落語・講談・浪曲といったお笑いタレントの重鎮に限定されていたが、その後お笑い芸人以外からのゲストを迎えるにあたりこの題名とした。
- プログラム上は21:30までの放送であったが、大抵は21:25-26頃までで、残りは「新ラジオ歌謡・ユアソング」（ヘヴィー・ローテーション楽曲コーナー）を割り当てていた。ただゲストとのトークが盛り上がるとそれが放送されず21:30の終了ぎりぎりまでこの番組を放送したこともある。

## 出演者
- 司会
  - 高田文夫（1994年11月3日 - 1998年3月26日）
  - 山本晋也（1998年4月27日 - 2011年3月10日）
- アシスタント
  - 岡元あつこ
  - 大桃美代子
  - 出光ケイ
  - 城之内早苗